# 안드레아 키미 안토넬리
안드레아 키미 안토넬리(Andrea Kimi Antonelli, 2006년 8월 25일 ~ )는 이탈리아의 자동차 경주 선수이다. 2024년 프레마 레이싱 소속으로 FIA 포뮬러 2 챔피언십에 데뷔하여 활동하였고, 2025년부터 현재 메르세데스-AMG 페트로나스 F1 소속으로 포뮬러 1 챔피언십에서 경쟁하고 있다.
안토넬리는 프레마 레이싱 소속으로 이탈리아 F4 챔피언십, ADAC 포뮬러 4 챔피언십에서 우승하였고 뭄바이 팰컨스 소속으로 2023년 포뮬러 중동 지역 챔피언십을, 2023년 포뮬러 유럽 지역 챔피언십을 프레마 소속으로 우승했다. 2019년부터 메르세데스 주니어 팀에 참가하였다.
안토넬리는 현재 베르스타펜급 유망주라고 기대받고 있다. 안토넬리가 f2에 있을 때, fia 슈퍼 라이센스를 따기엔 충분한 포인트를 가지고 있었다. f2에서 거의 출전한 원만한 대회는 다 우승을 했다고 봐도 무리가 없다. 다만, 18세가 되지 않아서 슈퍼 라이센스가 나오지 않았던 것이다. 현재, 18세가 넘었고, f1 슈퍼 라이센스를 땄다. 그 결과, 메르세데스 f1 팀에서 경기를 하고 있고, 드챔 6위에 올라와있다.(2025/4/21 기준)